# Mangoro (fleuve)
Pour les articles homonymes, voir Mangoro.
Le Mangoro est un fleuve du versant est de Madagascar. Il se jette dans l'Océan Indien entre Salehy au nord et Ambodiharina au sud.

## Géographie

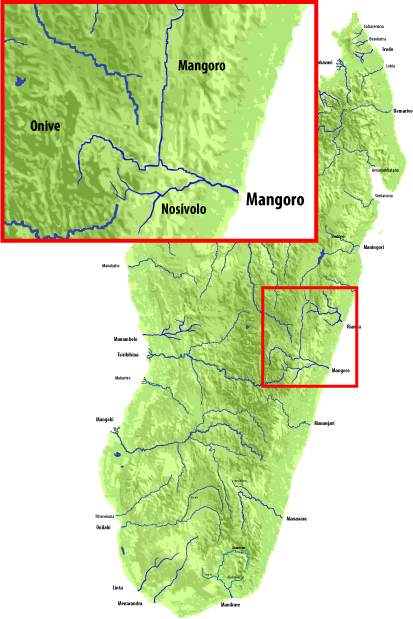
Bassin collecteur du Mangoro

La route 11 traverse le Mangoro a son embouchure : 20° 00′ 02″ S, 48° 46′ 36″ E.
Le Mangoro voisine les localités suivantes de Betamotano, Ambodiramiavona, Andovolalina, Ampasimadinika, Sakalava, Maromitety II, Sandranandra, Antrandrokomby, Sahampasina, Ambatomaro, Ampasimanjeva, Manakana, Antseranambe, Ambohibakoka, Ankarefo, Ambohitrarivo, Antanifotsy, Ambodifano. 
La route nationale 2 et la ligne de chemin de fer Tananarive-Côte Est traversent la Mangoro  à proximité de la localité de Ankarefo 18° 52′ 35″ S, 48° 06′ 25″ E.

### Bassin versant
Le Bassin versant du Mangoro est de 17,704 km2 de superficie.

## Affluents
- Le Nosivolo est un affluent gauche : confluence 19° 55′ 34″ S, 48° 29′ 54″ E.
- L'Onive est un affluent gauche qui conflue près de Sandranandra : 19° 42′ 05″ S, 48° 02′ 41″ E